# Herb Błaszek

Herb Błaszek do 2022 roku

Herb Błaszek – jeden z symboli miasta Błaszki i gminy Błaszki w postaci herbu.

## Wygląd i symbolika
Herb przedstawia w polu czerwonym zamek srebrny z trzema wieżami (środkowa wyższa), z rycerzem w zbroi srebrnej, trzymającym takiż miecz we wzniesionej prawicy, w otwartej bramie.

## Historia
Herb pochodzi z XVII w. i nawiązuje do herbu rodowego Grzymała, ale nie odnosi się do herbu ówczesnych właścicieli Błaszek, którymi w XVIII w. byli Lipscy. Herb ten powstał na bazie szlacheckiego sygnetu, najwyraźniej użyczonego, którym w XVIII wieku Błaszki pieczętowały swoje dokumenty. Znane są także dwie młodsze pieczęcie Błaszek z XVIII-XIX wieku. Jedna przedstawiała jakby fronton kościoła z nieokreślonym przedmiotem w wejściu, druga zaś Grabie Lipskich. Oba symbole nie przyjęły się. Godło herbowe w swojej aktualnej formie, pochodzi z okresu międzywojennego. Począwszy od lat 60 XX wieku funkcjonowała wersja tego herbu, gdzie nad zamkiem widniała korona. Element ten został zakwestionowany przez Komisję Heraldyczną przy MSWiA, która także zasugerowała powrót do symbolu z pieczęci międzywojennych. Sugestia ta wynikała m.in. z faktu, że wspominana wcześniej najstarsza pieczęć Błaszek jest nieczytelna i nie pozwala odtworzyć szczegółów godła. Aktualną wersję graficzną herbu opracowali w 2022 roku Kamil Wójcikowski i Robert Fidura, zaś przyjęta została Uchwałą Nr XLIX/307/22 Rady Miejskiej w Błaszkach z dnia 25 marca 2022 r. w sprawie ustanowienia herbu, flagi, banneru, flagi stolikowej, sztandaru, łańcuchów władzy Gminy Błaszki oraz zasad ich używania.